# Abel Azcona
Abel Azcona (Madrid, 1. travnja 1988.) španjolski je umjetnik, specijaliziran za performans. Njegov rad uključuje instalacije, skulpture. i video umjetnost . U svojoj rodnoj zemlji poznat je kao " entfant grozan " španjolske suvremene umjetnosti. Njegova prva djela bavila su se osobnim identitetom, nasiljem i granicama boli; njegova kasnija djela su kritičnije, političke i društvene prirode .
Azconovi radovi izloženi su u venecijanskom Arsenalu, centru suvremene umjetnosti u Malagi, Muzeju moderne umjetnosti u Bogoti, Umjetničkoj ligi u Houstonu, Muzeju umjetnosti Leslie-Lohman u New Yorku i Círculo de Bellas Artes u Madridu. Njegovo je djelo izloženo i na Azijskom bijenalu umjetnosti u Daki i Tajpeju, Lyon Bijenalu, Miami International Performance Festival i Bangladeškom živom bijenalu umjetnosti. Muzej suvremene umjetnosti u Bogoti 2014. godine posvetio je retrospektivnu izložbu Abel Azcona.

## Vanjske poveznice
- Abel Azcona website.